# Атлантик (Пенсилвания)
Вижте пояснителната страница за други значения на Атлантик.
Атлантик (на английски: Atlantic) е населено място в окръг Кроуфорд, Пенсилвания, Съединените американски щати.
Намира се на 120 km северно от Питсбърг и на 110 km източно от Кливланд. Населението му е около 43 души (2000).
В Атлантик е роден писателят Максуел Андерсън (1888 – 1959).
1. ↑  data.census.gov //   Посетен на 1 януари 2022 г.